# Tvillingeparadokset
Tvillingeparadokset er et tankeeksperiment inden for fysikken, som bygger på relativitetsteorien. Den ene form af paradokset er, at hvis den ene af to enæggede tvillinger tager af sted i en rumraket og i lang tid rejser nær lysets hastighed, vil han eller hun, når han eller hun vender tilbage til Jorden, være yngre end sin tvillingebror eller -søster.
Grunden til, at det kaldes et paradoks er, at problemet i lang tid ikke gav megen mening. For ser man fra tvillingen i rumrakettens synspunkt, er det tvillingen tilbage på jorden som bevæger sig væk med nær lysets hastighed, og derfor også tvillingen på jorden som burde blive yngre (eller mindre gammel). For at forstå dette problem kræves det, at man ikke ser jorden som et fast midtpunkt i universet, men indser, at det er lige så korrekt at sige, at jorden bevæger sig væk fra rumraketten, som at rumraketten bevæger sig væk fra Jorden. 
Paradokset blev "løst", da man fandt ud af, at det egentlig ikke skyldes rejsen nær lysets hastighed, men den acceleration den rejsende tvilling udsættes for, når han vender sit rumskib for at rejse tilbage til jorden. En af konsekvenserne af den almene relativitetsteori er nemlig, at tiden går langsommere under acceleration.
Den anden form af paradokset er, at hvis to tvillinger står i hver sin ende af et højt tårn med et ur, som gik ens på jorden, at det ur, som den tvilling der var længst væk fra jorden, ville gå hurtigst, og dermed også gøre personen på jorden ældst.